# Walter Wimmer (Historiker)
Walter Wimmer (* 14. November 1930 in Weißenfels) ist ein deutscher Historiker.

## Leben
Wimmer trat 1948 in die SED ein, nachdem er bereits zuvor Mitglied der FDJ war. Nach dem Abitur 1949 begann er das Studium der Geschichte, Germanistik, Philosophie und Pädagogik an der Martin-Luther-Universität Halle-Wittenberg, das er 1953 als Diplom-Historiker abschloss. Danach war Wimmer bis zu dessen Auflösung im Marx-Engels-Lenin-Stalin-Institut (später Institut für Marxismus-Leninismus beim ZK der SED – IML) in Ost-Berlin tätig. Im Juli 1962 erfolgte an der Humboldt-Universität zu Berlin die Promotion mit einer Arbeit über den Staatsstreich vom 20. Juli 1932 in Preußen.
Von 1964 bis 1968 war Wimmer stellvertretender Chefredakteur, von 1969 bis 1972 Chefredakteur und von 1972 bis 1990 Redaktionsmitglied der Zeitschrift Beiträge zur Geschichte der Arbeiterbewegung. Seit 1973 war er ordentlicher Professor am IML. Von 1978 bis 1989 amtierte Wimmer dort als stellvertretender Leiter der Abteilung Geschichte der deutschen Arbeiterbewegung.
Im Rahmen seiner jahrzehntelangen Tätigkeit am IML war Wimmer an den parteioffiziellen Gesamtdarstellungen zur Geschichte der deutschen Arbeiterbewegung und der SED beteiligt. Der DDR-Forscher Hermann Weber bezeichnete Wimmer in seinen Erinnerungen als einen der „Chefhistoriker“ der SED.
Ab November 1989 gehörte Wimmer  der Arbeitsgruppe „Opfer des Stalinismus“ an, die am inzwischen in „Institut für Geschichte der Arbeiterbewegung“ (IGfA) umbenannten IML gebildet wurde und 1991 ihre Arbeitsergebnisse in dem Band In den Fängen des NKWD veröffentlichte.
Wimmer war Mitglied des Präsidiums der Historiker-Gesellschaft der DDR und Mitglied der gemeinsamen Historikerkommissionen der DDR mit Ungarn, Rumänien und Polen.

## Veröffentlichungen
- Das Betriebsrätegesetz von 1920 und das Blutbad vor dem Reichstag. (= Beiträge zur Geschichte und Theorie der Arbeiterbewegung Heft 11). Dietz Verlag, Berlin 1957
- Der Staatsstreich vom 20. Juli 1932 gegen die preußische Regierung Braun-Severing und seine Vorgeschichte. Humboldt-Universität, Berlin 1962
- Redaktionskollektiv (unter Leitung von Walter Wimmer): Ideen, die die Welt verändern. Ein Lenin-Lesebuch. Dietz Verlag, Berlin 1970
- (stellv. Leiter des Autorenkollektivs): Ernst Thälmann. Eine Biographie. Dietz Verlag, Berlin 1979
- Deutsche Kommunisten über die Partei. Artikel und Reden 1918 bis 1939. Dietz Verlag, Berlin 1980
- mit Ruth Wimmer: Kampf dem Faschismus! Thälmann 1929–1933. Urania-Verlag, Leipzig 1986
- mit Ruth Wimmer (Hrsg.): Friedenszeugnisse aus vier Jahrtausenden. Urania-Verlag, Leipzig 1987
- mit Günter Hortzschansky: Ernst Thälmann. Kleine Biographie (= Schriftenreihe Geschichte.). Dietz, Berlin 1988, ISBN 3-320-01066-2